# Szíria
Szíria (arabul سوريا – Sūriyā vagy سورية – Sūriya, ejtsd Szúrija, régebben használatos elnevezése الشام – aš-Šām – as-Sám) teljes nevén Szíriai Arab Köztársaság (arabul: الجمهورية العربية السورية al-Jumhūriyyah al-'Arabiyyah as-Sūriyyah) egy Magyarországnál csaknem kétszer nagyobb területű ország Délnyugat-Ázsiában, a Közel-Keleten. Muszlim és arab többségű, ám jelentős keresztény vallási és kurd, örmény, illetve asszír nemzeti kisebbséggel bír.
A tágabban értelmezett, döntően mindig is sémi lakosságú szíriai térség – melybe Fönícia és Palesztina területe is beletartozik – hosszú története során szemtanúja volt az ember letelepülésének, majd pozíciója révén fontos kereskedelmi utak kereszteződése, illetve kultúrák és birodalmak ütközőpontja volt az egész ókorban és a középkorban is. Történelmének viszonylag nyugalmas időszakát az Oszmán Birodalomban eltöltött mintegy 400 év jelentette 1517-től 1918-ig, de a 20. században, a Közel-Kelet folytonos válságában ismét meghatározó jelentőségű színtérré, az 1946-ban függetlenedő szíriai arab állam pedig főszereplővé vált.
Az 1970-es államcsínyt követően a Baasz Párt, és az Aszad család vette át az irányítást. A vezető Háfez el-Aszad majd annak 2000-es halála után fia, Bassár el-Aszad lett. 
Uralmuk alatt az ország totalitárius diktatúrává vált. Az Aszad család körül személyi kultusz alakult ki. A sajtó és a szólásszabadság rendkívül korlátozott, és a közel-keleti térség  legkorruptabb országává vált. 2011-ben polgárháború tört ki, melynek hatását az egész Közel-Kelet megérezte. A háború miatt a lakosság több mint fele hagyta el az otthonát, sok millió ember menekült el, a gazdasága visszaesett és a pénzneme erős inflációnak lett kitéve.
2024 decemberében a lázadó erők végül behatoltak Damaszkuszba, elfoglalták azt és környékét és az irányításuk alá vették. Bassár el-Aszad Oroszországba menekült, ezzel az Aszad-rezsim összeomlott.

## Földrajz

### Fekvése, határai
Szíria a keleti félgömb 35° és 43° hosszúsági fokai, illetve az északi félgömb 32° és 38° szélességi körei között fekszik a Közel-Keleten. Területe 185 180 négyzetkilométer, amivel az országok méret szerinti rangsorában a középmezőnyben található. Az államhatár hossza mintegy 2253 kilométer, ebből 193 kilométer tengerpart. Az állam legnagyobb szélessége nyugat-keleti irányban kb. 830 kilométer, észak–déli irányban pedig kb. 740 kilométer.
Nyugaton Libanonnal és a Földközi-tengerrel, északon Törökországgal (egy rövid északkeleti szakaszon a Tigris a határ a két állam között), keleten Irakkal, délen pedig Irak mellett Jordániával és délnyugaton a Szíria által hivatalosan el nem ismert, a szíriai Golán-fennsíkot 1967 óta megszállás alatt tartó Izraellel határos. Korábban Törökországgal szemben is határvita állt fenn az Antakya központú Hatay tartomány kapcsán, de ez mára elült – igaz, hivatalos szír térképeken a hajdani és a jelenlegi határt egyaránt jelölik.

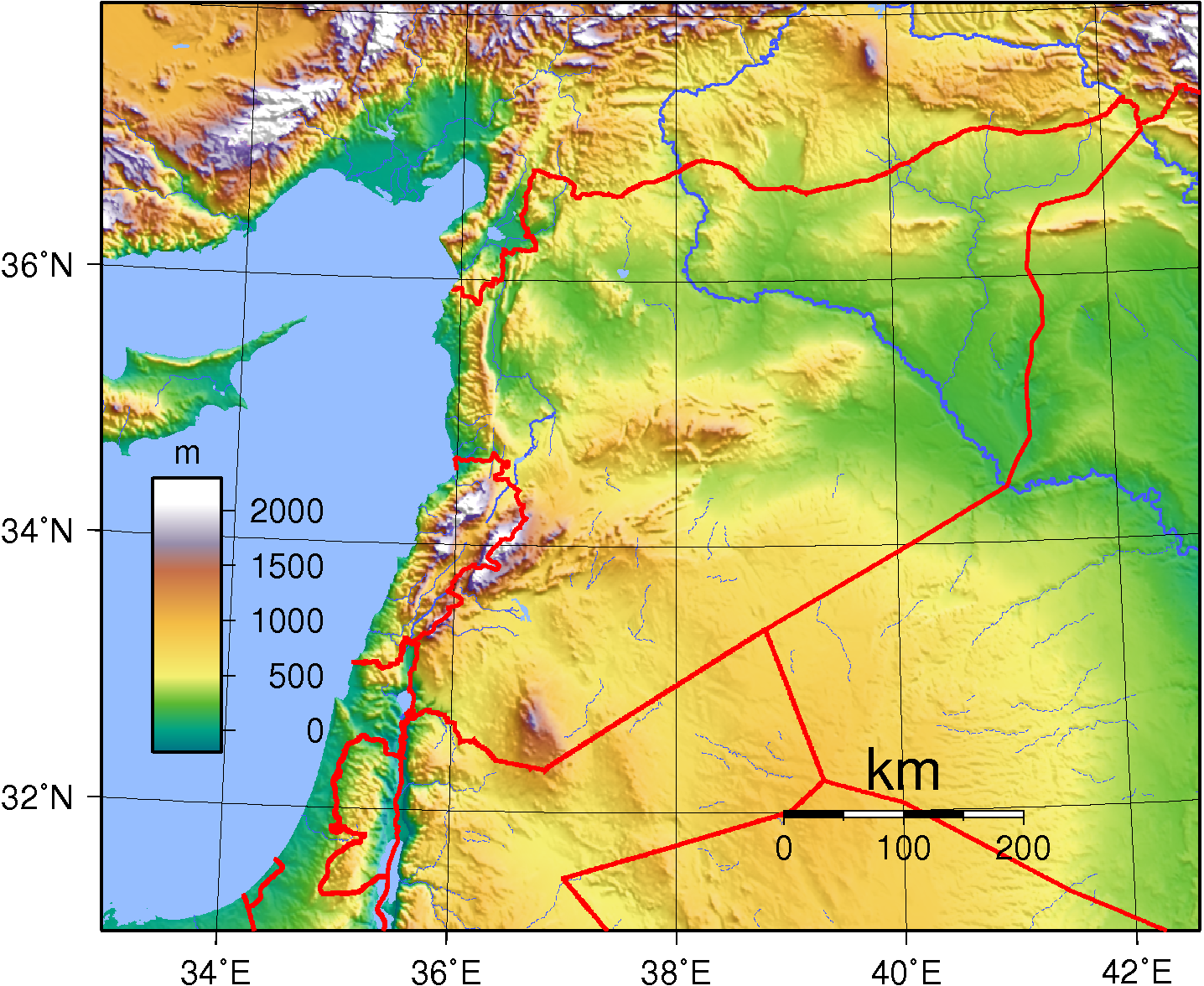
Szíria domborzati térképe

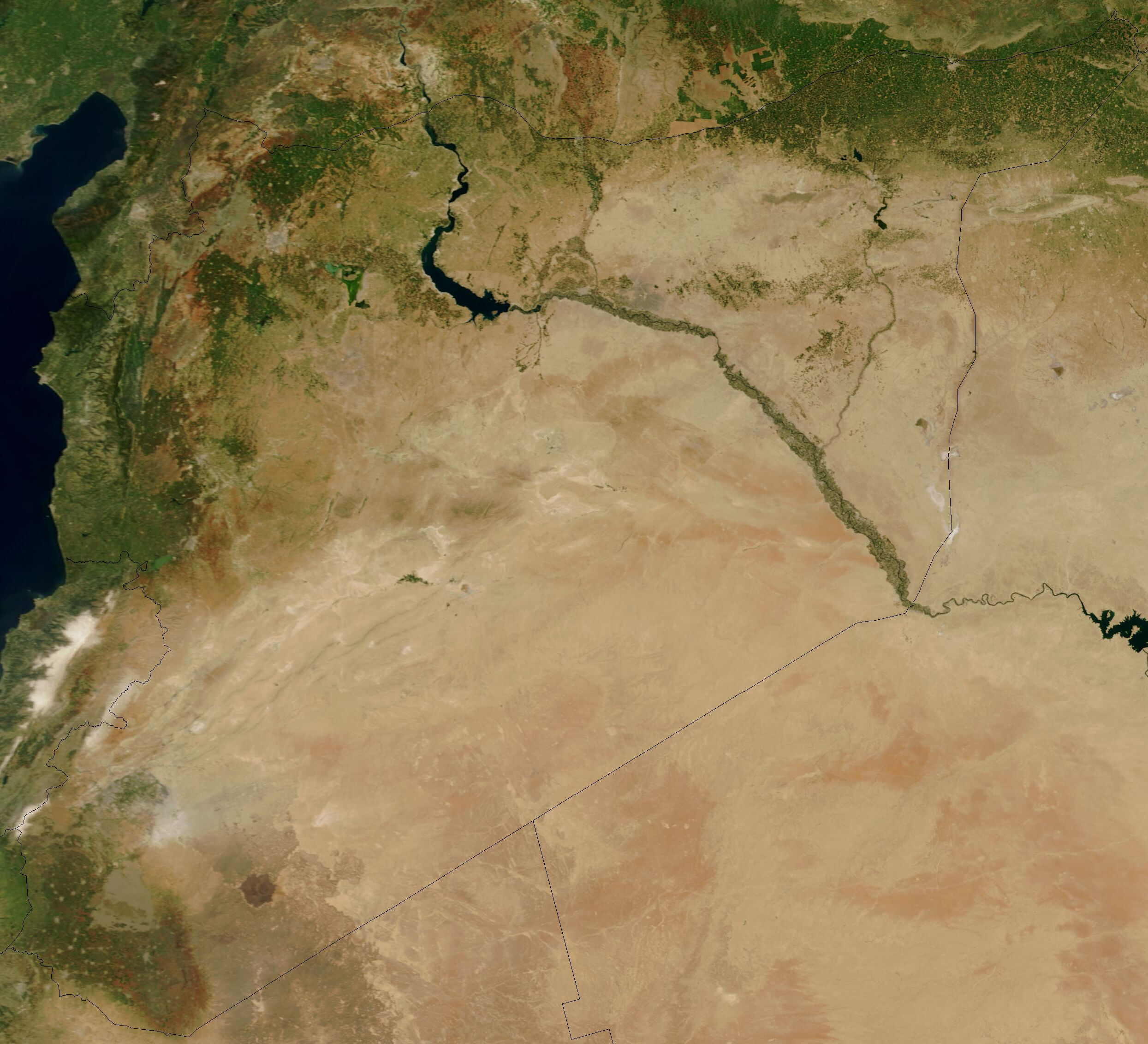
Műholdas képe

### Domborzat
A termékeny, homokdűnés, csak kevés tengerparti szirt által megszakított parti síkságot az észak–déli irányban húzódó, főleg mészkőből és dolomitból felépülő Alavita-hegység (arabul Nuszajrijja- vagy Anszárijja-hegység) és folytatása, a libanoni és izraeli határon húzódó Antilibanon választja el az ország belső részeitől. A Nuszajrijja- és a Závija-hegység között húzódik a Szír-Jordán-árok szíriai szakasza, amely az Eurázsiai- és az Arab-tábla határvonala. Benne kanyarog az Orontész, melynek völgye szintén termékeny, hasonlóan a tenger felől érkező, nedves légáramlatok hatásának kitett nyugati lejtőkhöz az Alavita-hegységben, melynek legmagasabb csúcsa, a Dzsabal Nabi Júnisz 1575 méteres.
Az Antilibanon és a Alavita-hegység vonulatai között Homsz városánál egy szoros található, mely évezredek óta kedvelt kereskedelmi útvonal – jelenleg is itt fut a libanoni Tripoliba menő autópálya és vasútvonal.
Az Antilibanonban emelkednek Szíria legnagyobb csúcsai, köztük az ország legmagasabb pontja, a 2814 méteres Dzsabal as-Sajh (Sejk-hegy, izraeli megszállás alatt, ivrit neve Har Hermon). Az ország délnyugati csücskében terül el a vulkanikus eredetű Haurán magasföld, amely a Földközi-tenger felől érkező csapadéknak köszönhetően az ország legtermékenyebb övezetei közé tartozik. A Hauránnal kezdődik a Harrát as-Sám elnevezésű, Jordánia és Szaúd-Arábia területére is átnyúló vulkanikus mező; ennek része a legmagasabb pontján 1803 méteres Drúz-hegység (Dzsabal ad-Durúz), a szíriai drúz szekta lakhelye.
Az ország keleti felét egy kiterjedt fennsík uralja, amit hegyláncok szelnek ketté: a Ruvák-, az Abu Rudzsmajn-, a Rasíd- és a Bisrí-hegység északkeleti-keleti irányban húzódnak egészen az Eufráteszig. A hegylánctól délre fekvő hatalmas, száraz, terméktelen területek a Szír-sivataghoz tartoznak. A Törökország felől délkeleti irányban Irakba tartó Eufrátesz és a török határon magasodó hegyek közti sík terület, a Dzsazíra jelentős része a mezopotámiai folyam mellékfolyóinak köszönhetően termékeny és jól művelhető.

### Vízrajz
Az ország területének meglehetősen csekély százalékát, alig 1130 km²-t tesz ki a vízfelület. Messze a legjelentősebb vízfolyás az Eufrátesz, amely a szíriai víztartalék mintegy 80%-át teszi ki. Az Eufrátesz és a Dzsazírát átszelő egyik nagy mellékfolyója, a Rakka városánál belecsatlakozó Balíh egyaránt Törökországban ered; a másik fontos mellékfolyó, a Circesium ókori romjainál Eufráteszbe futó Hábúr pedig a határ szír oldalán fekvő Rasz al-Ajnnál bukkan felszínre, de ezt is számos török eredetű vízfolyás táplálja (a legfontosabb a Dzsagdzsag, amely Haszaka városánál fut bele). Az Eufráteszt a jobb part felől ezzel szemben csak csekély vízhozamú, ideiglenes vízfolyások táplálják. 1968–1973 között épült meg szovjet segítséggel Rakka felett a Tabaka-gát, amely a tervekkel ellentétben nem váltotta be a hozzá fűzött reményeket sem energiatermelés, sem az öntözhető terület növekedése tekintetében. A gát révén jött létre a 80 kilométer hosszú Aszad-tó, Szíria legnagyobb édesvíz-felülete.

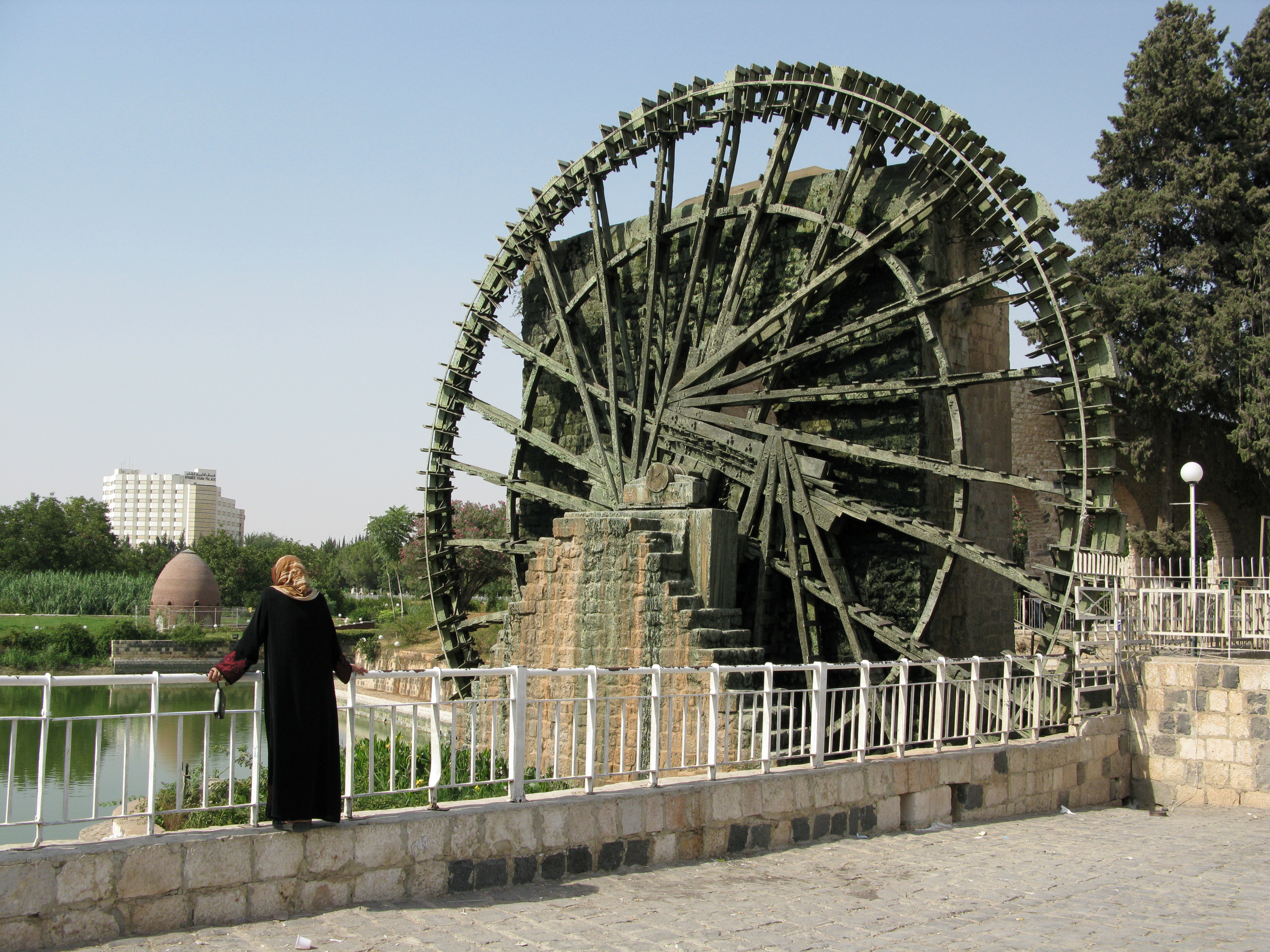
Nória, azaz öntözésre szolgáló vízemelő kerék Hamá városában az Orontészen

Az ország déli, sivatagos vidékein csak kevés vízfolyás akad, közülük sok csak időszaki, de ezek elengedhetetlenül fontosak az oázisok fenntartásához. A legfontosabb ezek közül az Antilibanonban eredő, majd a Szír-sivatagban elenyésző Barada, mely több ágra szakadva évezredek óta táplálja azt az oázist, melynek területén Damaszkusz jött létre.
A nyugati országrészben jelentős szerepet tölt be a Bibliából is ismert Orontész (arab nevén al-Ászi), mely Libanonban ered és Törökországba tart, és vizét szintén előszeretettel használják öntözésre.

### Éghajlat
Szíriában alapvetően a szubtrópusi klíma az uralkodó, mely azonban az ország egyes tájain eltérő módon jelentkezik. A tengerparti rész alapvetően mediterrán, így meglehetősen nagy mennyiségű esőben részesül, de az Alavita-hegység és az Antilibanon láncai nagyrészt megakadályozzák, hogy kelet felé is jusson a csapadékból.
Az Alavita-hegység, a török határ hegyvidékei, illetve a sivatag peremén húzódó hegyek által határolt terület félszáraz, sztyeppi jellegű: itt átlagosan évi 750-1000 milliméter csapadék hullik, zömmel a november és május közti időszakban. Az átlagos középhőmérséklet 7,2 °C januárban és 26,6 °C augusztusban. A fagy ebben a régióban ismeretlen, hó legfeljebb az Alavita-hegység csúcsain jelenik meg. Hasonló viszonyok jellemzik az Antilibanontól keletre eső területeket, így Damaszkusz vidékét is. Szíria legkeletebbi része, az Eufrátesz vidéke szintén sztyeppjellegű terület, hozzávetőleg 250 milliméternyi csapadékkal évente – itt a víz elsősorban a folyókból származik. A nyár forró, de november és március között komoly fagyok is előfordulnak.
A Ruvák-, az Abu Rudzsmajn-, a Rasíd- és a Bisri-hegységtől délre és az Antilibanontól keletebbre eső vidék kopár és száraz, forró sivatag. Nyaranta gyakran emelkedik 43,3 °C fölé a hőmérséklet. Évente kevesebb mint 100 milliméternyi csapadék éri a területet. Februárban és májusban gyakoriak a homokviharok.

### Élővilág, természetvédelem
Az emberi tevékenység nagyrészt a mediterrán parti sávban összpontosul, így a természetes élővilág itt szorult vissza a leginkább. Főleg a magasabb régiókban maradt meg a bozótos jellegű növényzet (például tamariszkuszfélék), az Alavita-hegységben pedig fenyvesmaradványok, a szárazabb központi részeken pedig tölgyesek vannak. Az ország több mint felét kitevő sztyeppi övezetben a dombosabb vidékeken a terpentin-pisztácia (Pistacia terebinthus), a síkságon pedig a fehér üröm (Artemisia absinthium) a jellemző, a Drúz-hegységben pedig több helyen sűrű, száraz, tüskés macchia az uralkodó növényzet.

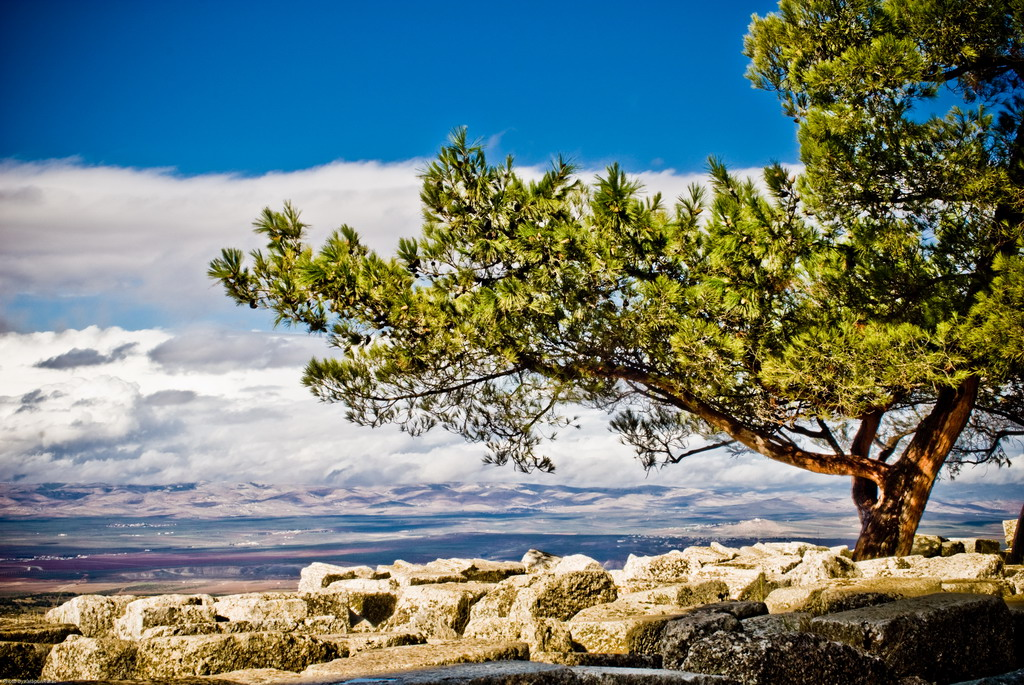
Békés táj Aleppó környékén

Az állatvilág részben mediterrán, részben sivatagi jellegű, és a legzavartalanabb a sivatag és a sztyepp embertől elkerült vidékein. Ezeken a területeken számos hüllő- és ízeltlábúfaj osztozik. Az emlősöket elsősorban a rágcsálófajok (leghíresebbjük a házikedvencként szerte a világon elterjedt, de a vadonban fokozottan veszélyeztetett szíriai aranyhörcsög), illetve az ezekre és a madarakra vadászó kisragadozók (számos macskaféle, vörös róka, aranysakál, csíkos hiéna) képviselik. Az emberi tevékenység miatt a nagy termetű, legelő állatokkal együtt a nagyragadozók száma is megcsappant, elsősorban a 20. században. Az előbbi csoportot ma már jóformán csak a golyvás gazella (Gazella subgutturosa) és a mezopotámiai dámvad (Dama dama mesopotamica) képviseli, míg az utóbbiakra elsősorban a farkas helyi alfaja (Canis lupus arabs), illetve a hegyekben élő, nagyon ritka szíriai barna medve (Ursus arctos syriacus) a példa. Tervezik az arab bejza (Oryx leucoryx) visszatelepítését. Szíria fontos madártelelőhely, számos ritka faj (például a lilebíbic) telel itt. A helyi madárvilág ritkaságai közé tartozik a kerecsensólyom (Falco cherrug), a dögkeselyű (Neophron percnopterus), a kékcsőrű réce (Oxyura leucocephala), vagy a tarvarjú (Geronticus eremita).
A szíriai környezetvédelem legsúlyosabb gondját a gyors ütemű népességnövekedés jelenti, amely fokozott szennyezéssel jár együtt. A termékeny területeken összpontosuló népesség ellátása a mezőgazdasági tevékenység kiterjesztését igényli, ami rombolja a természetes élőhelyeket. A túllegeltetés és túlhalászás is komoly károkat okoz. A szíriai kormány 1991-ben a FAO támogatásával hozta létre első természetvédelmi területét, a fallal körülvett Talíla rezervátumot Palmüra romvárosa közelében, ahol számos sivatagi faj sikeresen szaporodik. Az ország 1998-ban csatlakozott a Rámszari egyezményhez az Aleppó közelében fekvő Szabhat al-Dzsabbul időszakos tó védetté nyilvánításával.

## Történelem

### 21. század

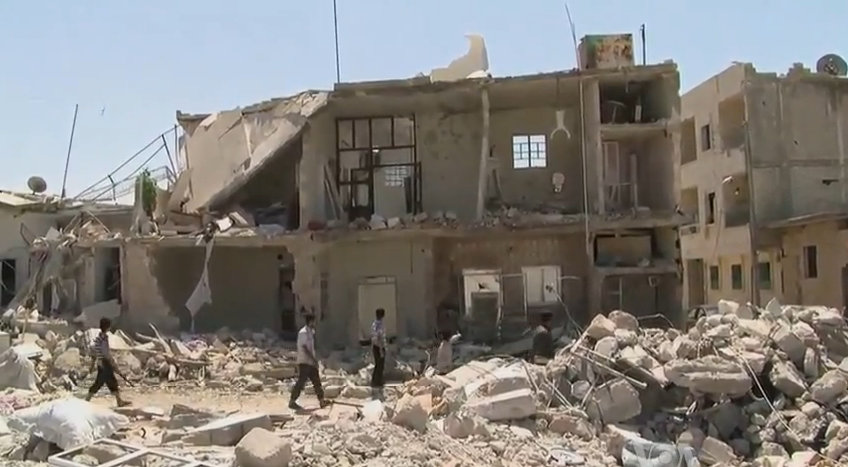
Romok a kormányerők egy légi bombázása után 2012. augusztusában az Aleppó melletti Azaz városában

Háfez al-Aszad 2000-ben bekövetkezett haláláig irányította az országot, amikor kisebbik fia, Bassár el-Aszad vette át a hatalmat, amit azóta is gyakorol. Az ifjabb Aszad jelentősen enyhített apja kemény berendezkedésén, sőt az ország nemzetközi helyzetében is komoly változásokat ért el. Noha Rafík Haríri libanoni elnök 2005-ös meggyilkolása miatt, amit feltételezések szerint a szír titkosszolgálat szervezett meg, illetve iráni kapcsolatai, továbbá a Hezbollah és a Hamász támogatása miatt évekig megbélyegzett helyzetben volt, 2008-ban katari közvetítéssel ismét felvette a diplomáciai kapcsolatot Libanonnal, Törökország által pedig tárgyalásokba kezdett Izraellel, kilátásba helyezve, hogy az 1948 óta tartó hadiállapotot a Golán-fennsík visszaszolgáltatása esetén hajlandó békével lezárni. Ugyanebben az évben megkönnyítette a külföldi befektetések országba áramlását, és csökkentette az üzemanyag állami dotációját, ami a gazdaság kapitalizálódása felé tett lépésként értelmezhető.

Szíria területi megosztottsága
a kormányerők fennhatósága
kurd fennhatóság
az Iszlám Állam része
nemzeti ellenzéki erők fennhatósága alatt
az An-Nuszra Front ellenőrzése alatt
Vitatott

Az egyiptomi események hatására a szíriai ellenzék  2011. február 4-re hirdette meg a „harag napját”, de a tervezett kormányellenes tüntetésen nem jelent meg senki. A március közepén végül kisebb tüntetések kezdődtek Damaszkuszban, amiket a karhatalom gyorsan feloszlatott. Vidéken, mindenekelőtt Daraában, Szanamajnban és Latakiában ekkor több áldozatot követelő összecsapások alakultak ki a biztonsági erők és az 1963 óta érvényben lévő szükségállapot visszavonását, valamint a szabadságjogok biztosítását követelő tüntetők között. A véres ellencsapásokkal párhuzamosan a kormányzat reformokat és a szükségállapot megszüntetését helyezte kilátásba. Március 29-én a kormány bejelentette lemondását, ügyvezetővé az addigi miniszterelnököt, Nádzsi el-Otarit nevezték ki.
A felkelés során al-Aszad hadserege sorozatos kegyetlenkedéseket, mészárlásokat, tömeggyilkosságokat követett el az ellenük harcoló, dezertőrökből álló Szabad Szíriai Hadsereg katonái, és polgári lakosok, nők, gyerekek ellen. A kegyetlenkedések mértékét a helyszínen jelen lévő egyes nyugati újságírók a délszláv háborúhoz mérhetőnek nevezték. Oroszország és Kína ellenállása miatt az ENSZ Biztonsági Tanácsa nem lépett fel a diktatúra ellen, de a tömeggyilkosságok az Aszad rezsim fokozatos elszigetelődéséhez vezettek: a világ számos állama és szervezete, így az Arab Liga, az Európai Unió, Törökország és az Egyesült Államok is szembefordult a rezsimmel. Az ENSZ és az Arab Liga szíriai különmegbízottjának, Kofi Annan korábbi ENSZ főtitkárnak a közvetítésével megszületett tűzszünet 2012 áprilisi életbe lépése előtt a diktatúra hadserege fokozta a civilek elleni terrort, még egy Törökország területén lévő menekülttábort is megtámadtak. 2013. augusztus 31-én Barack Obama bejelentette, hogy a kongresszus felhatalmazását fogja kérni Szíria megtámadására. Barack Obama rámutatott, hogy meggyőződése szerint jogában állna támadást indítania, de az ügy fontossága miatt a törvényhozás vitáját és felhatalmazását kéri.
Oroszország hadserege 2015-ben beavatkozott a szíriai polgárháborúba Bassár el-Aszad elnök oldalán, és azóta is légi támogatást nyújt a szíriai kormányerőknek. Putyin kizárta, hogy szárazföldi erőkkel részt vegyenek a háborúban, azonban több forrás arról számolt be, hogy orosz katonai tanácsadók irányítják a kormányerők hadműveleteit. Az orosz légierő belépése óta hatalmasat fordult a polgárháború menete, az eddig győzelemre állt lázadók és iszlamisták jelentősen visszaszorultak az orosz légierő szőnyegbombázásai miatt. Az oroszok rengeteg új fegyvert kipróbáltak élesben Szíriában, ami meglepte a nyugati világot. Sokan vádolták az oroszokat, hogy az Iszlám Állam és más terrorszervezetek helyett a mérsékelt ellenzéki erőket, köztük a Szabad Szíriai Hadsereg nevű koalíciót bombázza, azonban ezt az oroszok tagadják. Átlagban 10-ből 2-3 bombázás ment a nemzetközileg is terroristának minősített csoportoknak.
Putyin elnök 2016 márciusában bejelentette, hogy a Szíriában állomásozó haderőnek egy részét kivonja, elmondása szerint elérték a céljukat a fegyveres erők. Később az oroszok bejelentették, hogy a szíriai hadműveleteknek nincs vége, továbbra is támogatni fogják Aszad elnököt, és azt is elmondták ha kell, bármikor vissza tudják küldeni a kivont erőket.
2016. február 27-én életbe lépett egy átmeneti tűzszünet, amit Oroszország és az Egyesült Államok kezdeményezésére kötöttek. A fegyvernyugvás nem vonatkozik az ENSZ által terrorszervezetnek minősített csoportokra, köztük az Iszlám Államra, és az An-Nuszra Frontra. A fegyvernyugvás betartását az Egyesült Államok és Oroszország ellenőrzi washingtoni, moszkvai, ammáni, latakiai központokból, valamint az ENSZ genfi székhelyéről. Ha újraindulnak a fegyveres harcok, Washington és Moszkva értesíti a békefolyamatot támogató többi országot.

#### 2020–as évek
2024. november 27-én a Törökország által támogatott Hayat Tahrir al-Sham (HTS) ellenzéki koalíció nagyszabású offenzívát indított a kormánypárti erők ellen. Az első támadás az ellenzék által ellenőrzött Idlíb és a szomszédos Aleppó kormányzóság közötti frontvonalon történt. Három nappal később az ellenzéki harcosok elfoglalták Szíria második legnagyobb városát, Aleppót. December 8-án reggel elfoglalták a fővárost, Damaszkuszt. Bassár el-Aszad elnök Oroszországba menekült.
"Az agresszió elrettentése hadművelet (Operation Deterrence of Aggression)" elnevezésű offenzívát az a Abu Mohammad al-Dzsuláni vezeti, aki korábban a  — 2012-ben az ENSZ által is terrorszervezetté nyilvánított — An-Nuszra Front élén is állt.

## Politika és közigazgatás

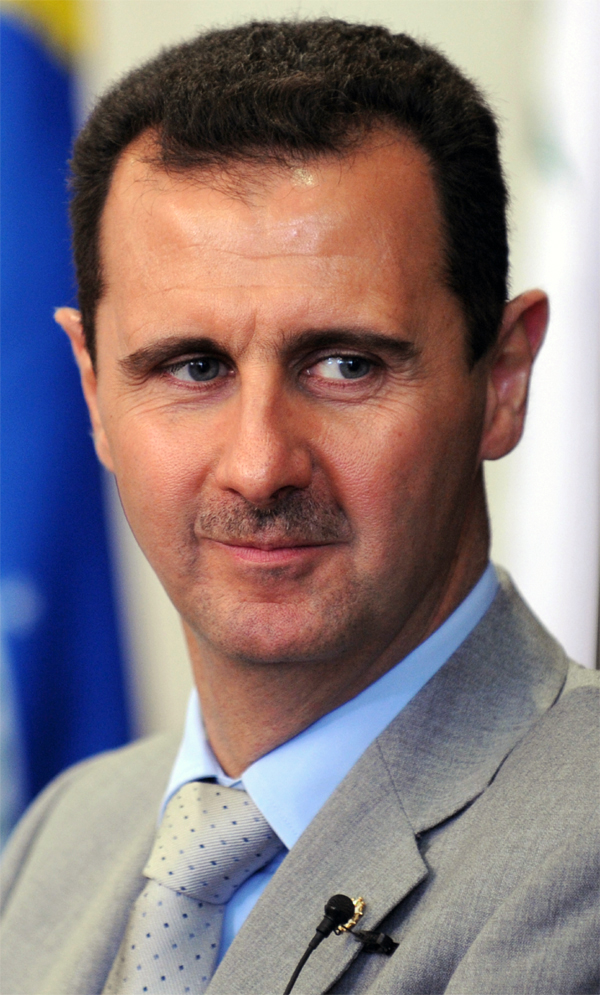
Bassár el-Aszad, Szíria elnöke és diktátora
2024. decemberben elmenekült az országból

Szíria egy elnöki rendszerű  köztársaság. A 2020-as években is egypárti állam, kiterjedt titkosrendőri apparátussal, amely korlátozza a független politikai tevékenységet.
A Baasz Párt 2024. decemberig totalitárius rendőrállamként kormányozta az országot.
A Freedom House által 2023-ban közzétett jelentés az országot a politikai és emberi jogok szabadsága terén a "legrosszabb" kategóriába sorolta a "nem szabad" országok közé, Dél-Szudán mellett az egyik legalacsonyabb (1/100) pontszámot adva Szíriának.
Az ország jelenleg érvényes alkotmánya 1973-ban lépett érvénybe.
Az Aszad-rezsim által, a szíriai ellenzék részvétele nélkül bevezetett új alkotmány megerősítette a rezsim tekintélyuralmi státuszát azáltal, hogy rendkívüli hatalmat ruházott az elnökségre, és továbbra is egy baathista politikai bizottság felel a politikai pártok engedélyezésért.

### Törvényhozás, végrehajtás, igazságszolgáltatás
A törvényhozó testület a 250 képviselőből álló, egykamarás Madzslisz as-Saab (nagyjából Nemzetgyűlésnek fordítható), melynek tagjait négyévente választják. A köztársasági elnök vezetése alatt álló Baasz Párt – a Nemzeti Progresszív Frontba tömörülve vesz részt a nemzetgyűlési munkában. A végrehajtó hatalom feje a köztársasági elnök: ő nevezi ki az elnökhelyetteseket, illetve a miniszterelnököt és annak helyetteseit.

### Közigazgatási beosztás
| Szíria kormányzóságai | 1. Damaszkusz városa 2. Ríf Dimask (szsz. „Damaszkusz vidéke”) 3. al-Kunajtira (1967 óta izraeli megszállás alatt) 4. Daraa 5. asz-Szuvajdá 6. Homsz 7. Tartúsz 8. Latakia (al-Ladzákíja) 9. Hamá 10. Idlib 11. Aleppó 12. ar-Rakka 13. Dajr az-Zaur 14. al-Haszaka |

### Védelmi rendszer
A szír hadsereg négy fegyvernemből áll, a szárazföldi erőkből, a légvédelemből, a légierőből és a flottából. Sorozásos haderő, a szolgálati idő 30 hónap. A haderőben aktív szolgálatot teljesítő katonák összlétszáma 319 000, a tartalékosoké pedig 354 000 fő. A hadfelszerelés nagyrészt szovjet eredetű, a hidegháború idejéből származik.

## Népesség

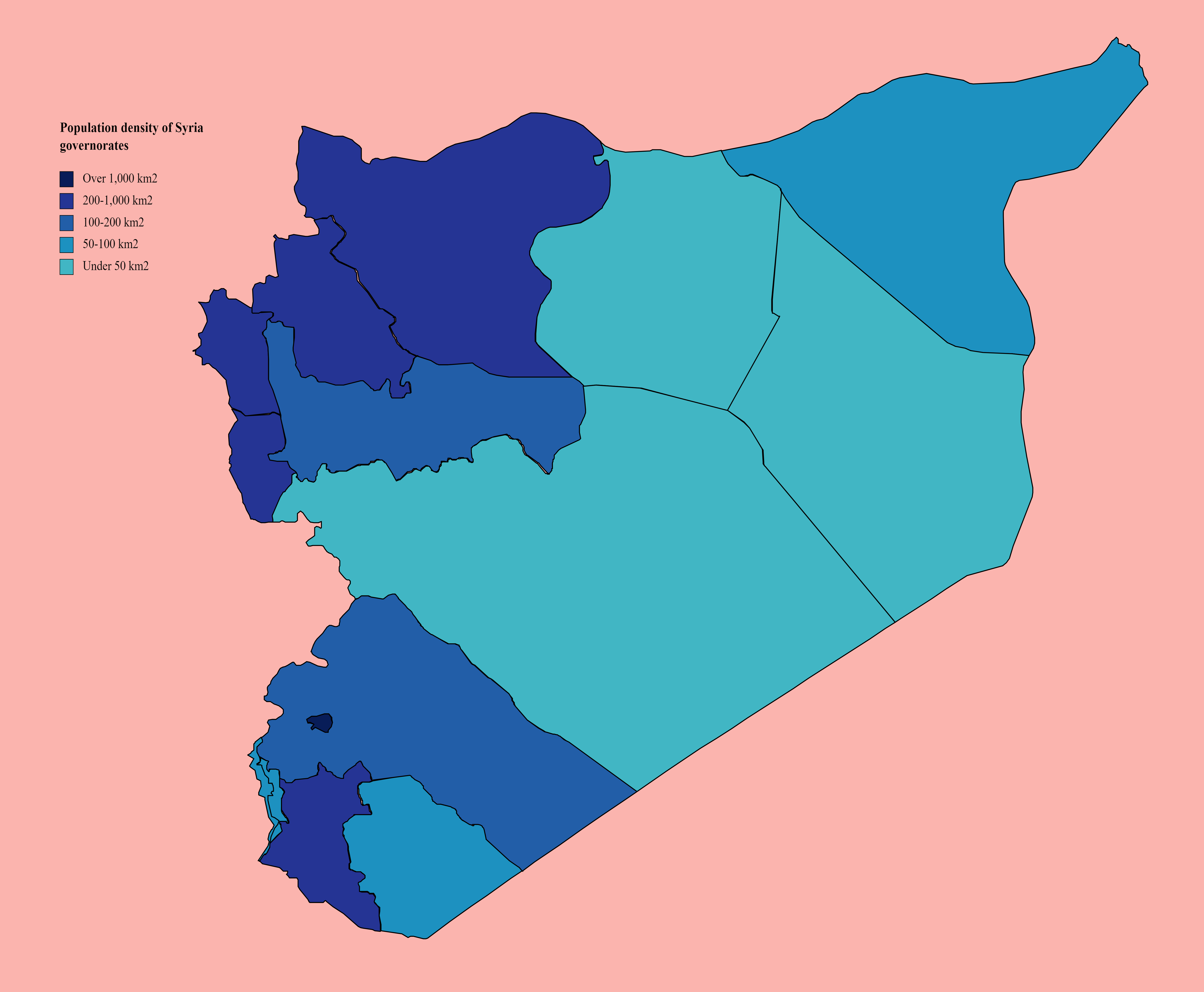
Szíria népsűrűsége 2018-ban

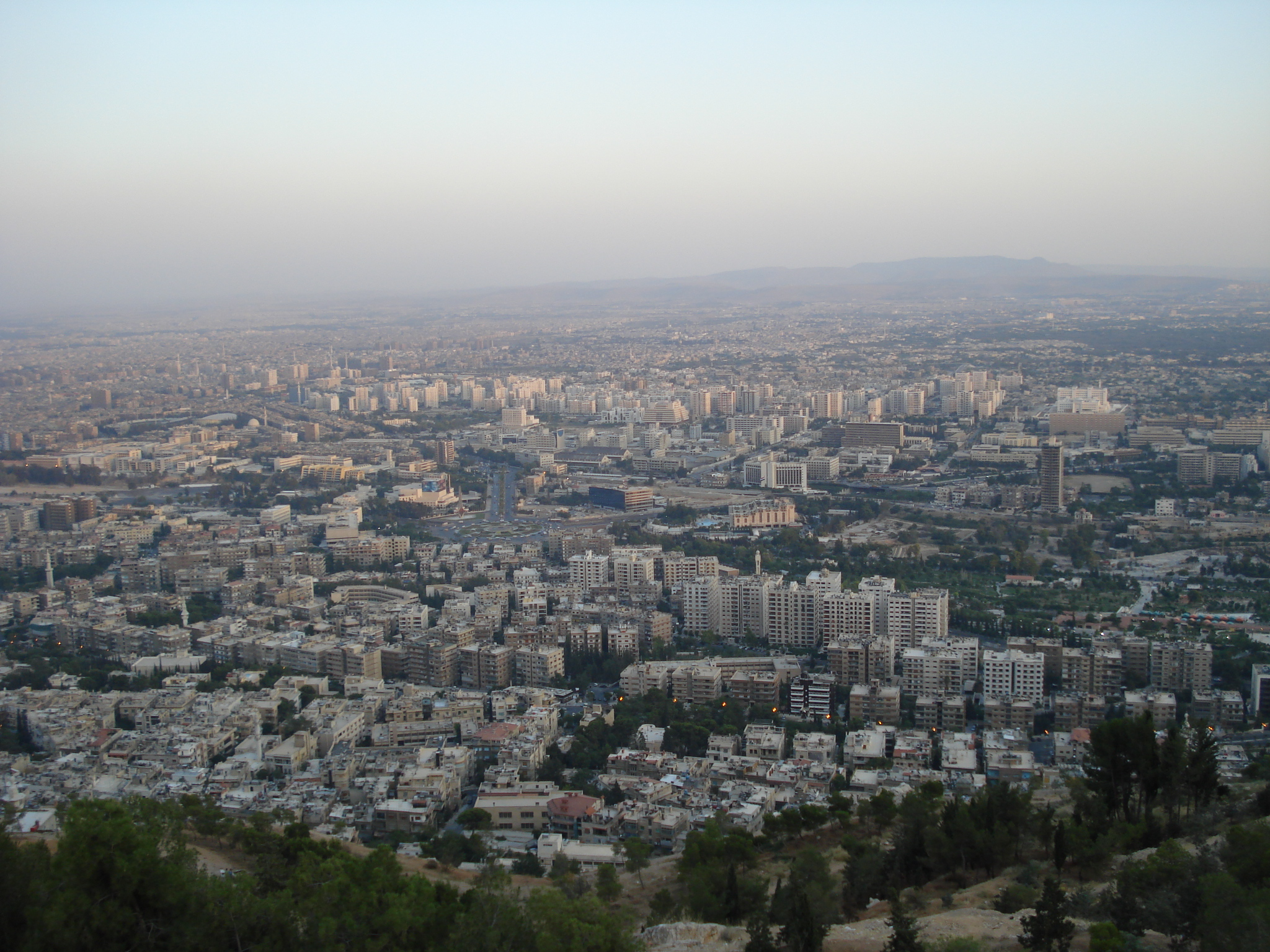
A főváros, Damaszkusz

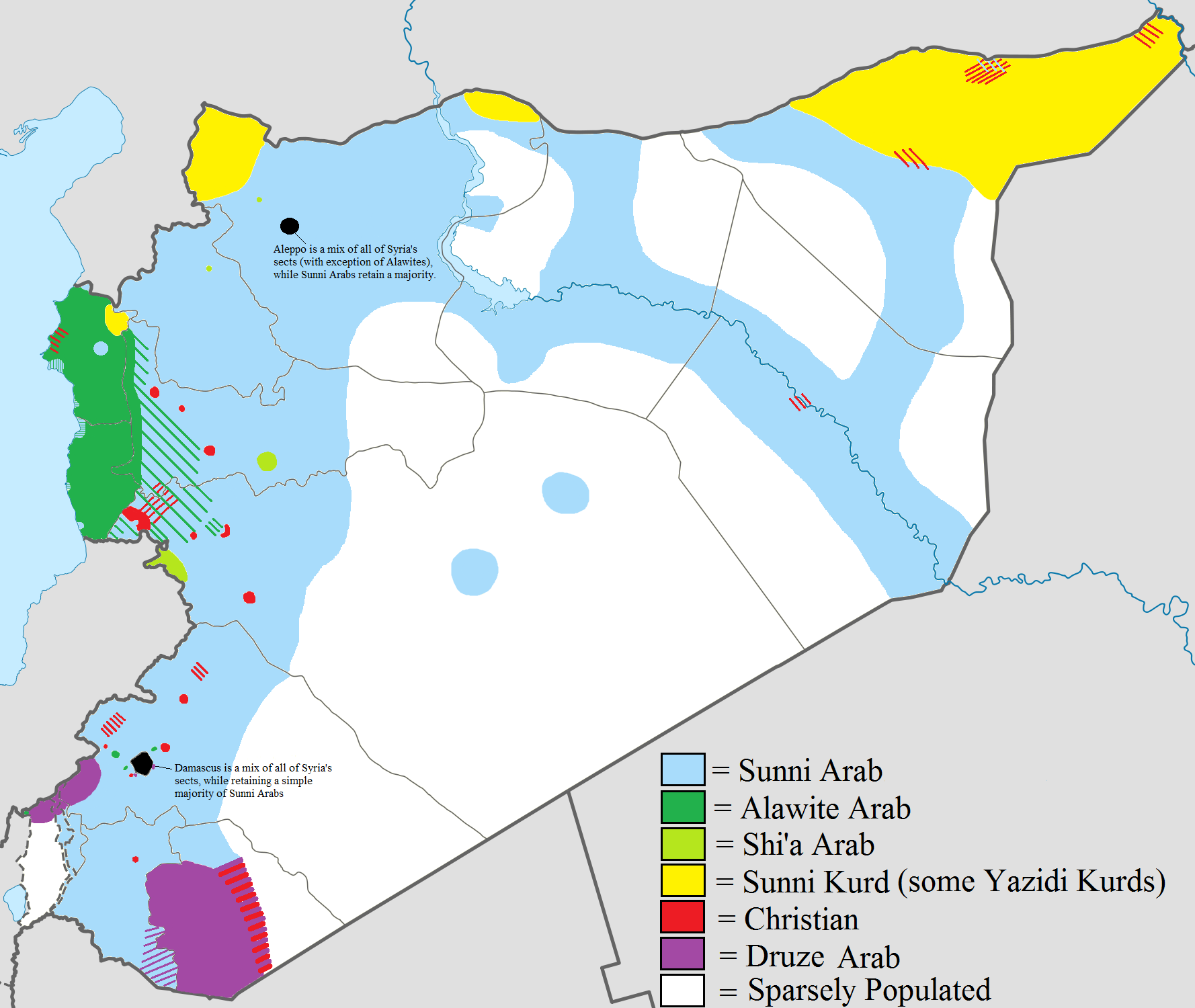
Szíria etnikai-vallási térképe. sárga: kurdok (szunniták),
sötétzöld: alavita arabok,
világoszöld: síita arabok,
kék: szunnita arabok,
piros: keresztények,
lila: drúz arabok,
fehér: ritkán lakott (sivatag)

### Általános adatok
- Városi lakosság aránya: 60% (2020)
- Népesség: 17,5–18,4 millió fő (2020-as becslés)[33][34]

### Népességének változása
| Lakosok száma | 4 592 777 | 5 767 478 | 7 066 474 | 8 956 156 | 11 020 570 | 13 562 742 | 15 995 760 | 18 914 977 | 20 420 701 | 23 865 423 |
|               | 1960      | 1967      | 1973      | 1980      | 1986       | 1993       | 1999       | 2006       | 2012       | 2024       |

### Legnépesebb települések
- 1. Aleppó
- 2. Damaszkusz
- 3. Homsz
- 4. Hamá
- 5. Latakia

### Nyelvi megoszlás

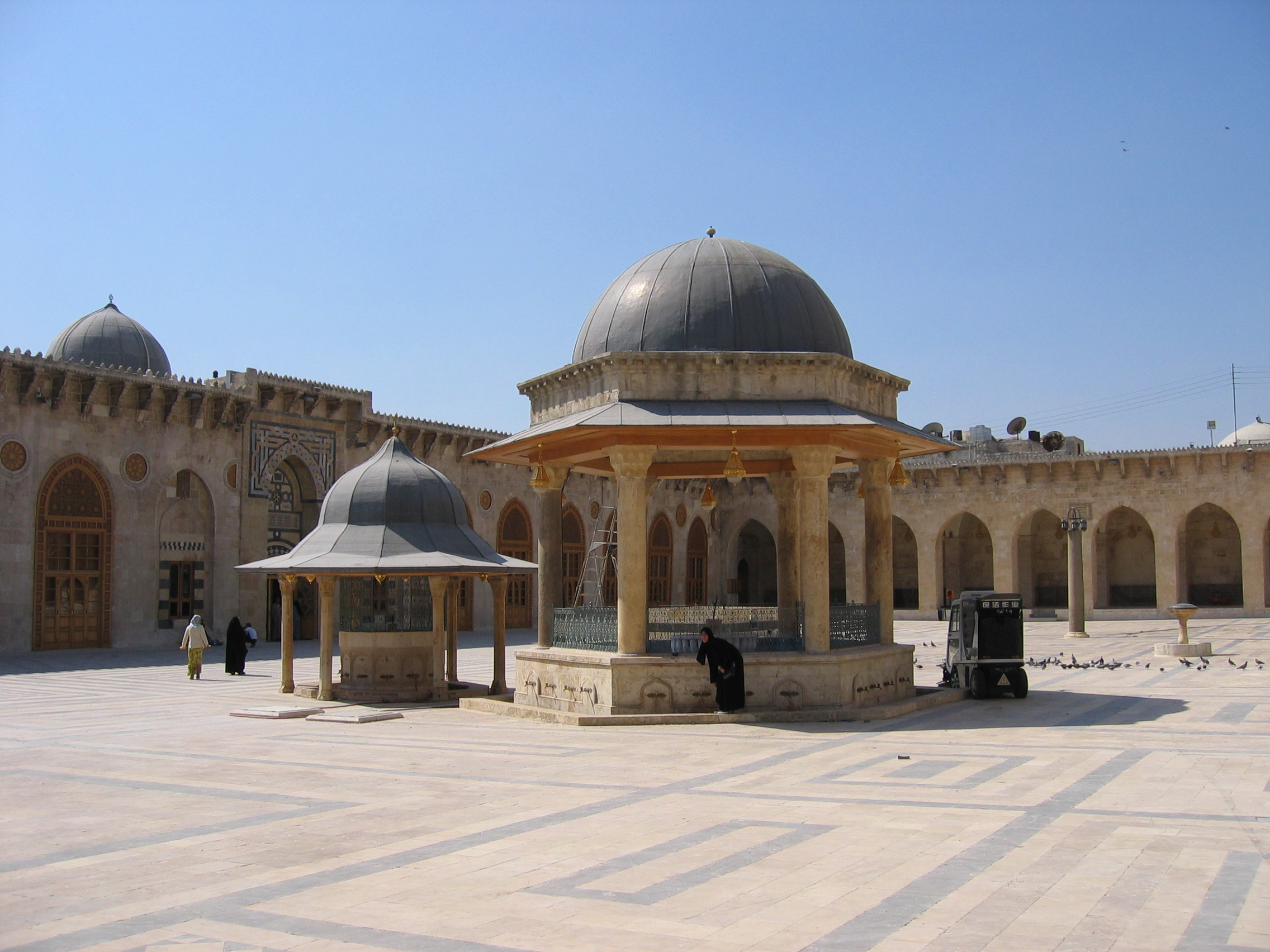
Az aleppói nagymecset belső udvara

Az országban a hivatalos nyelv az arab, de a lakosság egy része a kurdot, az örményt vagy az újarámi nyelveket (például az asszírt) beszéli. Idegen nyelvként az angol és a francia elterjedt.

### Etnikai megoszlás
A lakosság 90%-a arab, 6%-a kurd, 2%-a örmény, 2%-a asszír és egyéb nemzetiségű.

### Vallási megoszlás
A lakosság 89%-a muszlim – ebből 79% szunnita, a maradék: 7%-ban alavita, 2%-ban drúz, 1%-ban pedig síita.
A lakosság mintegy 10%-át kitevő keresztény vallásúak kb. 55-60%-a ortodox hitű és az antiochiai ortodox egyház tagja, kb. 15-20% pedig katolikus, szinte kizárólag keleti katolikus. A többi keresztény miafizita (szír ortodox egyház és örmény apostoli ortodox egyház), ill. nesztoriánus, s más kevésbé jelentős keresztény felekezetek tagja.
Háfez el-Aszad (Bassár el-Aszad apja) hatalomra kerülése óta a zárt, titokzatos, meglehetősen ismeretlen közösséget alkotó alaviták irányították az országot, és az egyéb muszlim felekezetek csak azóta ismerik el muszlimnak az egyébként iszlámhoz képest meglehetősen szélsőséges nézeteket valló alavitákat.
Az elsöprő többségben Drúz-hegységben élő drúzok egy sajátos etnikai vallás követői, amely az iszmáilita síitából nőtte ki magát, iszlámhoz sorolása azonban nem egyértelműen elfogadott.

### Szociális rendszer
2010-ben az egészségügy kiadásai a GDP 3,4%-át tették ki. 2008-ban 14,9 orvos, és 18,5 ápoló jutott 10 000 lakosra átlagban. 2010-ben a várható átlagos élettartam 75,7 év (férfiaknál 74,2, nőknél 77,3 év).

## Gazdaság
A polgárháború kitörése óta hatalmas gazdasági szankciók sújtják a szír gazdaságot. A kereskedelem korlátozva van az Arab Liga, Ausztrália, Kanada, az Európai Unió, valamint  európai országok (Albánia, Izland, Liechtenstein, Macedónia, Moldova, Montenegró, Norvégia, Svájc) Grúzia, Japán, Törökország, és az Amerikai Egyesült Államok-ban.
A polgárháború kezdete óta becslések szerint Szíria gazdasága 45 százalékot zsugorodott. A munkanélküliség ötszörösére emelkedett, a szír valuta értéke egyhatodára esett a háború előtti értékének. A háború kitörése óta a keletkezett kár elérheti a 237 milliárd amerikai dollárt az Egyesült Nemzetek Szervezete szerint (2015). Hozzávetőlegesen a szír GDP 2007-ben 40 milliárd dollár körül mozgott.
A folyamatos háború miatt a szír gazdaság eleve megbízhatatlan bevételi forrásokra támaszkodik, mint például az apadó vám és nyereségadó és nagyban függ az iráni hitelektől.

### Mezőgazdaság
Az ország területének mintegy 32%-a, azaz körülbelül 5,94 millió hektár alkalmas földművelésre, amelynek mintegy 83%-át (4,94 millió hektárt) művelnek is. A művelhető földterület mintegy 62%-a (3,7 millió hektár) az északi határnál fekvő Aleppó és Haszaka, illetve az Eufrátesz menti Rakka tartományokban helyezkedik el. A termőterület mintegy hatodán – zömmel szintén az északi tartományokban – öntözéses művelés folyik, amelyben nagy szerepe van az ország 225 gátjának, és külön minisztérium felügyeli. A három tartományban termelik meg az ország gabonájának és gyapotjának zömét – Haszaka tartományból származik mindkét termény 50%-a. A tengerparti tartományokban a téli, a déli és középső térségben a nyári gyümölcsök és zöldségek termelése a jellemző. A mediterrán éghajlatú parti síkságon narancs- és citromültetvényeket, szőlőt és olajfaligeteket művelnek, a terméketlen vidékeken pedig tevét, juhot és kecskét tartanak.
A népesség 48%-a vidéken él, és 1993-ban a teljes munkaerő mintegy 22,5%-a dolgozott a mezőgazdaságban. Ugyanekkor a GDP 28%-át a mezőgazdasági termelés adta, és a terményexport az ország kivitelének mintegy 60%-át tette ki az olajat és származékait leszámítva.

### Bányászat, ipar
Szíria területe ásványkincsekben (kőolaj, foszfát, mangán- és vasérc, kősó) gazdag. Iparára a petrolkémiai ipar, a műtrágyagyártás, a textil- és az élelmiszeripar a jellemző. A kézműiparnak (bőr) még mindig nagy a jelentősége.

### Kereskedelem
Exportcikkek: nyersolaj, olajtermékek, textil, élelmiszerek. Importcikkek: gépek és járművek, élelmiszerek, élőállat, fémek és fémtermékek, vegyszerek. Főbb kereskedelmi partnerek: Németország, Olaszország, Törökország, Franciaország, Kína, Libanon, Dél-Korea.

## Közlekedés
Szíria infrastruktúrája közepesen fejlett, az utak jó minőségűek. A közúthálózat az ország nyugati részén van a legsűrűbben kiépítve. Az infrastruktúra a szíriai polgárháború ideje alatt közepes mértékű károkat szenvedett. Az ország legfontosabb autópályái:

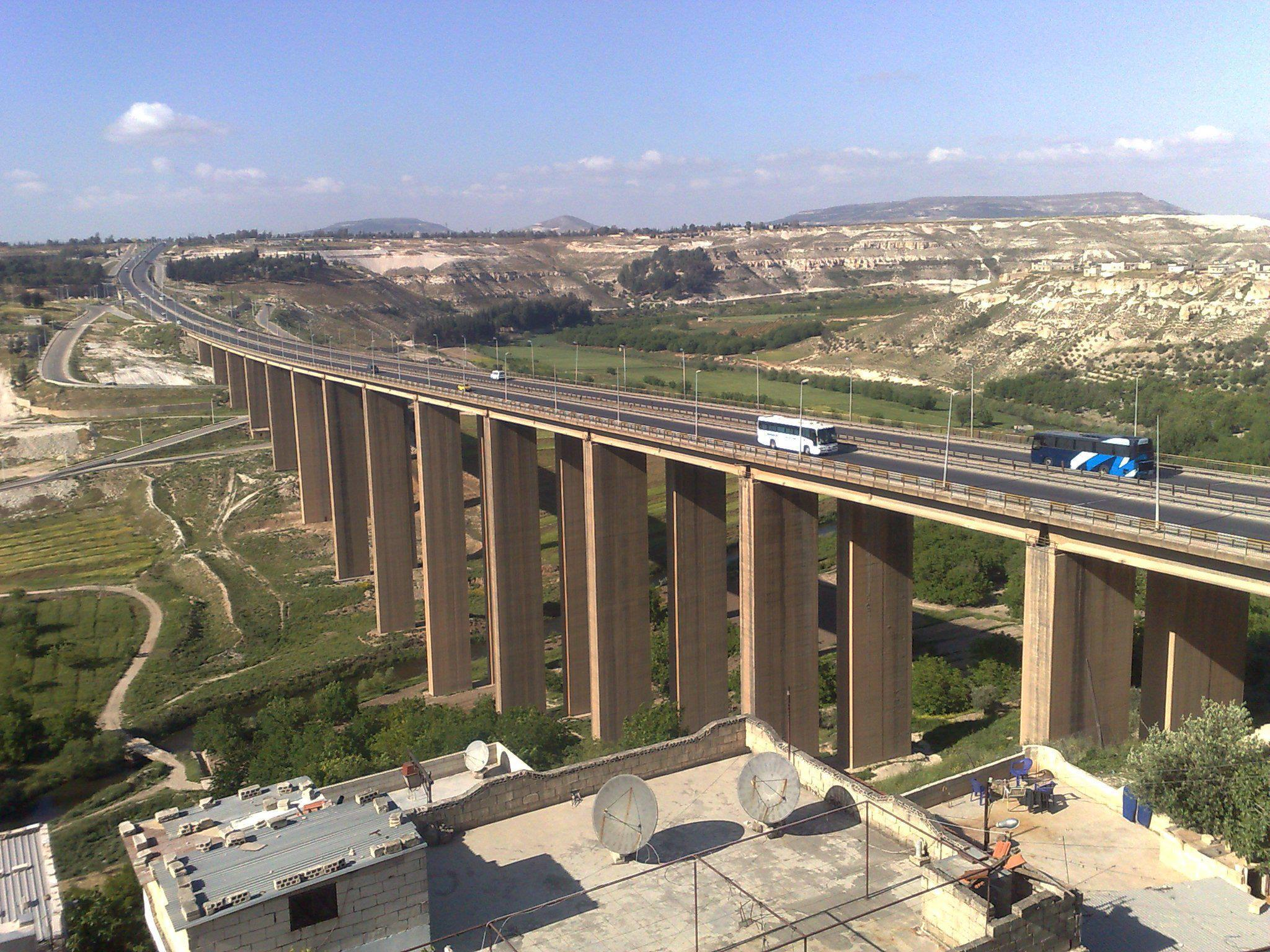
Az M5-ös út viaduktja Al-Rastan mellett

M1-es: Az ország három tengerparti nagyvárosát (Latakiát, Tartúszt, és Bánijászt) köti össze.
M5-ös: Szíria belső, szárazföldi területének legfontosabb autópályája. Damaszkuszt, Homszt, Hamát, és Aleppót köti össze.
M4-es: Szarakibot, Idlíbet és Latakiát köti össze.

## Telekommunikáció
| Hívójel prefix | YK, 6C |
| ITU zóna       | 39     |
| CQ zóna        | 20     |

## Kultúra

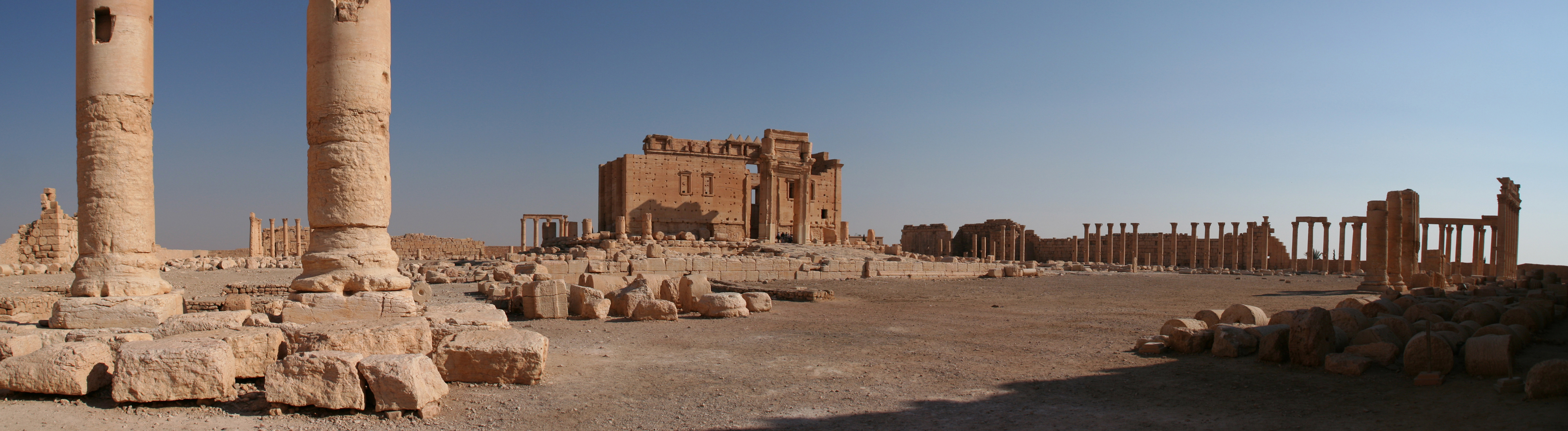
Palmüra romjainak egy része

A szíriai egy hagyományos társadalom, hosszú művelődéstörténettel. Fontos a család, a vallás, a tanulás, az önfegyelem és a tisztelet.

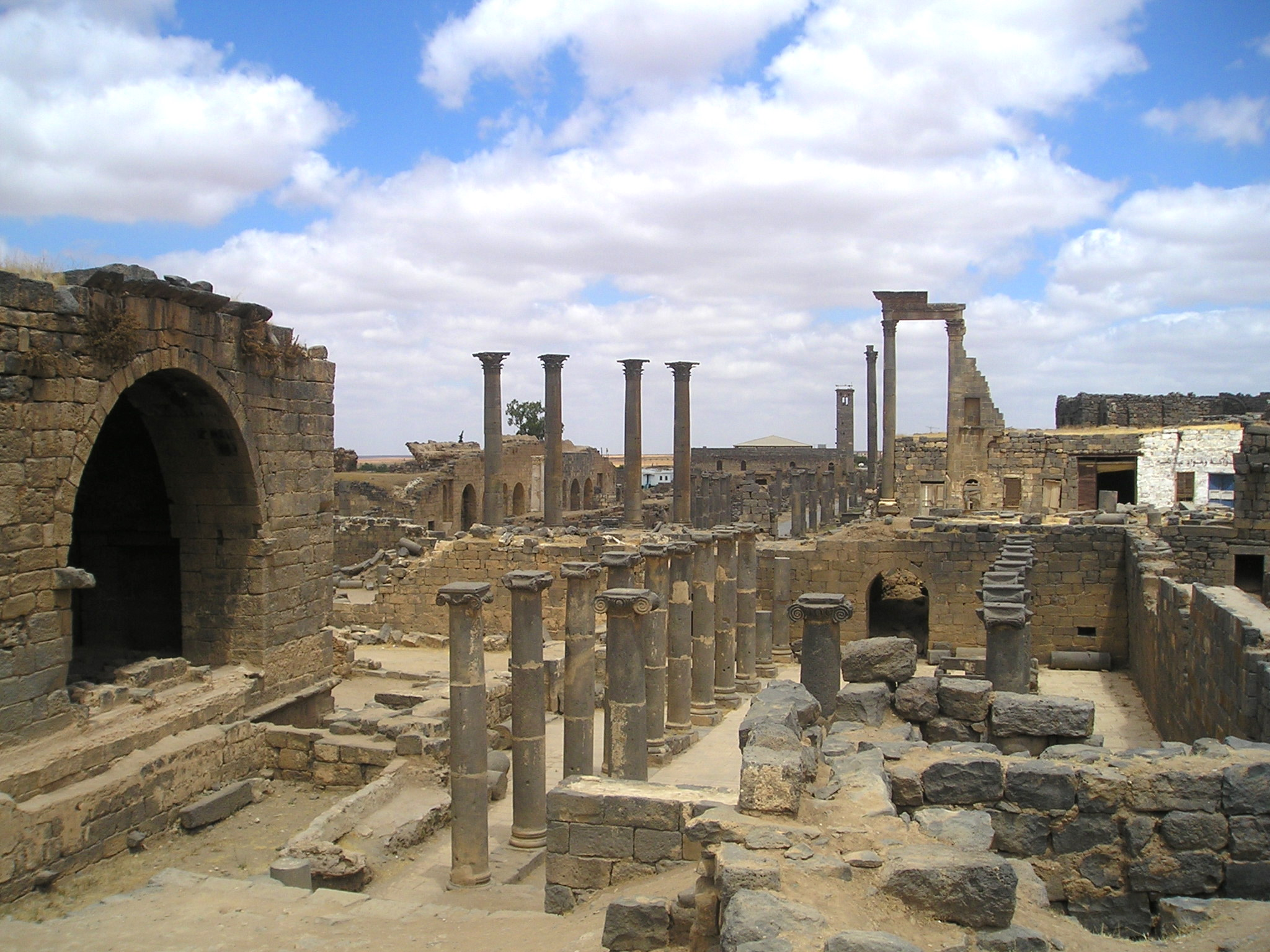
Boszra római kori romjai

### Oktatási rendszer
Az oktatás Szíriában térítésmentes és kötelező 6-tól 12 éves korig. Az iskolába járás 6 év általános iskolai évből áll, amelyet 3 év előkészítő vagy szakmai gyakorlat időszaka, valamint a 3 éves gimnáziumi vagy szakmai program. A második 3 éves blokk a felsőoktatásba bekerülés alapjait fekteti le a diákok részére. A teljes beiratkozások száma az utó gimnáziumi képzést adó iskolákba körülbelül 150 000. Az írástudatlanság aránya a szíriai nők körében a 15 és idősebbek figyelembe vétele esetén 9,3%, míg ez az arány a férfiaknál 7,8%.
Svéd jelentések szerint a szíriai kormány dolgozik azon, hogy felemeljék a kötelező iskolázottságot egészen 16 éves korig. A tankönyveket az Oktatási Minisztérium fizeti minden diák számára az alapozó általános iskoláktól kezdve egészen az egyetemig, ösztönözve a diákokat a tanulásra. Nem szíriai lakosok is részt vehetnek az oktatásban az országban, de ez esetben az Oktatási Minisztérium engedélyét kell kérni előzetesen.[forrás?]

### Kulturális intézmények

#### Kulturális világörökség
Az UNESCO által elismerten a világ kulturális örökségéhez tartozik Szíriában:
- Damaszkusz ősi városa;
- Boszra ősi városa;
- Palmüra romjai;
- Aleppó ősi városa;
- A Krak des Chevaliers és a Szaladin-citadella.

### Művészetek
- Avraam Russo énekes

### Gasztronómia
A szíriai konyha magában foglalja egyrészt az arab gasztronómiai hagyományokat, valamint az országban a századok során megtelepedett népek és kultúrák étkezési és ételkészítési szokásait.
A szíriai konyha legfőbb alapanyagai a padlizsán, cukkini, fokhagyma, bárányhús, juhhús, szezámmag, rizs, csicseriborsó, lóbab, lencse, káposzta, karfiol, szőlőlevél, pácolt fehérrépa, uborka, paradicsom, olívaolaj, citrom, citromlé, menta, pisztácia, méz és a gyümölcsök rendkívül széles választéka.
A szíriai gasztronómiában rengeteg 13. századi eredetű receptet megőriztek. Az étkezést a meze vagy mazza nyitja, amely előételek gyanánt szolgáló menüsor. Felvezetésként kenyeret adnak, amit követ a kávé, azután édességek vagy gyümölcsök. A mezébe tartozik a fűszeres, vagy pörkölt padlizsán, a fatteh (mely készülhet húsból, vagy pedig marha- esetleg juhzsírból, zöldségekből, baromfiból), a töltött padlizsán és tejes ételek, mint sakeria (főtt joghurt), sanklis (juh- vagy tehénsajt), muszáka vagy kask (joghurtféle).
A szőlőlevelet töltelékkel készítik (hasonló jellegű étel, mint Európában a töltött káposzta). A töltelék lehet darálthús és rizs főzve, forrón tálalva, vagy rizs és zöldségek, hidegen esetleg melegen tálalva.
Itt is, mint számos környező országban elterjedt a kebab. A bulgur és különféle módon elkészített darálthúsok keverékéből készül a kubeh nevű fasírt, amely egy általános és szinte mindennapos fogás az egész levantei konyhán.
Darálthússal (lehet marha vagy birka), dióval és rizzsel töltött padlizsánból, esetleg cukkiniből készül a mahsi.
Az utcai ételek közül a legnépszerűbbek a búzah (fagylaltszerű édesség), a falafil (fűszeres pogácsa), a ka'ak (kenyérféle, amelyet szokás sajttal vagy vajjal enni), a manakis (hússal töltött tészta, mely kiváló uzsonnának) és a sawarma (szeletelt, pácolt hús kenyérbe vagy hosszúkás kenyérbe töltve).
Juh-, tehén- és tevetejből számos sajtféleséget készítenek az országban. Fogyasztanak enyhén alkoholos italokat, mivel azokat az iszlám nem tiltja annyira, mint az erősebb, töményebb szeszek fogyasztását. A kávézás a mindennapi élet szerves része.

## Turizmus
A nem arab látogatók száma 2002-ben elérte az 1,1 milliót, amely tartalmazza az összes látogató számát, nem csak a turistákét. Az összes arab látogató 2002-ben összesen 3,2 millió, a legtöbb Libanonból, Jordániából, Szaúd-Arábiából és Irakból. 2000-ben a turizmus a 6%-át adta a szír GDP-nek. 2011 óta a turisták száma folyamatosan esik.[forrás?]

## Sport
A legnépszerűbb sport az országban a labdarúgás, a kosárlabda, az úszás és a tenisz. Sok népszerű labdarúgócsapat székhelye Damaszkusz, Aleppo, Homsz, Latakia stb.